# Joseph Fan Zhongliang

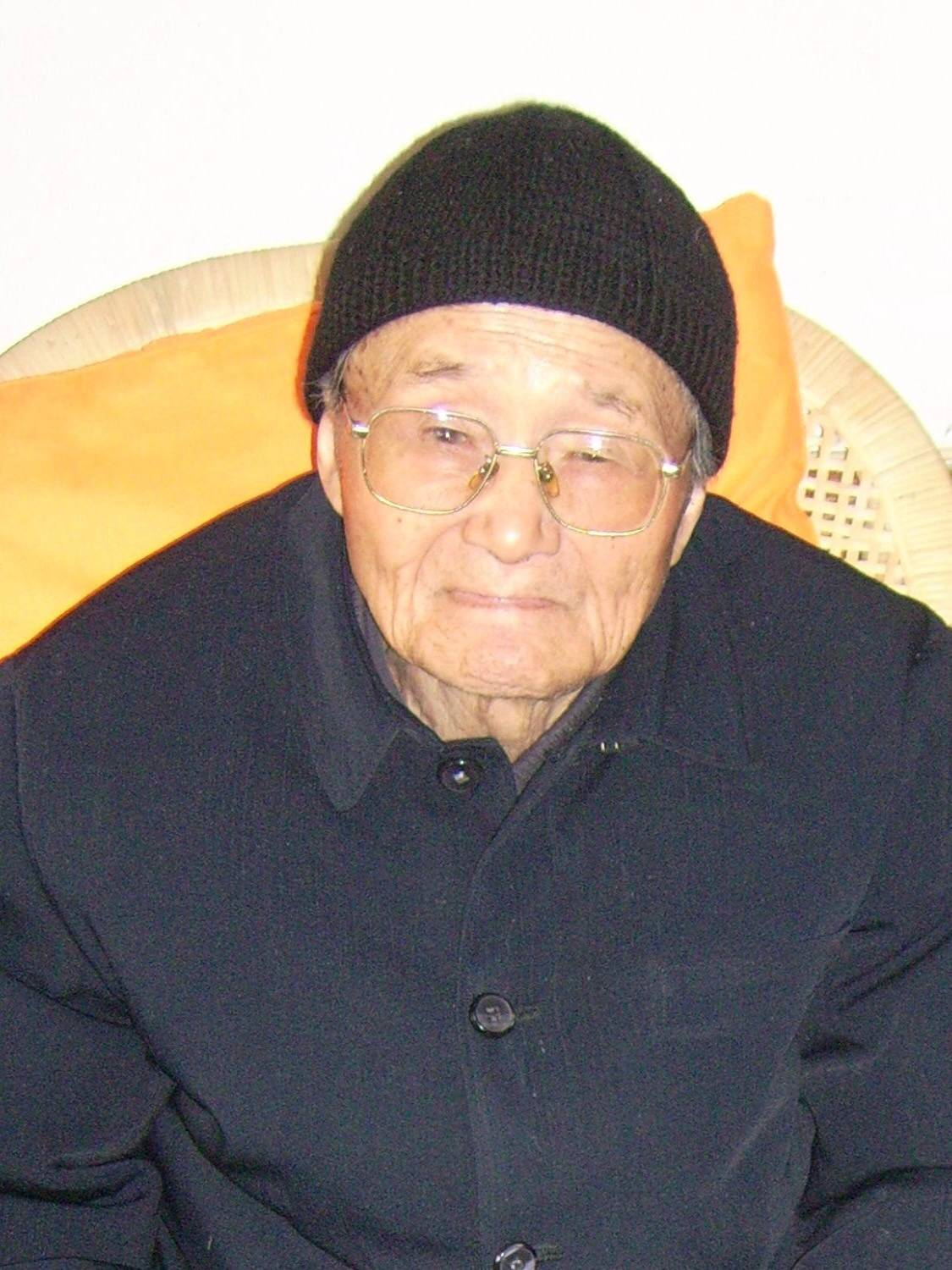
Joseph Fan Zhongliang

Bischofswappen

Joseph Fan Zhongliang SJ (chinesisch 范忠良, Pinyin Fan Zhongliang; Josephus Vei Zong Leong SJ, * 18. Dezember 1918 in Shanghai; † 16. März 2014 ebenda) war ein chinesischer römisch-katholischer Bischof in der Diözese Shanghai.

## Leben
Fan wurde im Alter von 14 Jahren getauft und trat 1938 dem Jesuitenorden bei. 1951 wurde er zum Priester geweiht. Zusammen mit dem Shanghaier Bischof Ignatius Kung Pin-Mei wurde er 1955 verhaftet und 1958 wegen konterrevolutionärer Aktivitäten zu 20 Jahren Gefängnis verurteilt. Er wurde in ein Arbeitslager in der Provinz Qinghai gesandt.
Nach seiner Freilassung 1978 unterrichtete er in einer Mittelschule in Qinghai. Der Bischof von Qinghai weihte ihn am 27. Februar 1985 zum Bischof. Er wurde Koadjutor des inhaftierten Bischofs von Shanghai, Kardinal Kung.
Die Sicherheitspolizei verhaftet ihn wiederholt und durchsuchte seine Wohnung. Im Jahr 1992 wurden die Konten der gesamten Untergrundkirche, zusammen mit Bistumskonten und persönlichen Konten des Bischofs geschlossen.
Aus Sicht des Heiligen Stuhls war Kardinal Kung Diözesanbischof von Shanghai. Nach langer Inhaftierung in China, wanderte er in die USA aus, wo er 2000 verstarb. Als Nachfolger ernannte der Papst Joseph Fan Zhongliang.
1988 ernannten die chinesischen Behörden Aloysius Jin Luxian SJ zum Bischof von Shanghai. Die beiden Bischöfe entschieden sich – auch aufgrund einer Änderung des politischen Klimas – zu einer Zusammenarbeit. Sie entschieden sich zu einem gemeinsamen Nachfolgekandidaten, Joseph Xing Wenzhi, der am 28. Juni 2005 Weihbischof wurde, aber Ende 2011 plötzlich verschwand.
Nach dem Tod von Bischof Jin im April 2013 wurde nach vatikanischen Quellen der bisherige Weihbischof Thaddeus Ma Daqin Apostolischer Administrator der Diözese Shanghai. Dagegen erkannte die Chinesische Katholisch-Patriotische Vereinigung weiterhin Bischof Fan nicht an, setzte Weihbischof Ma im Dezember 2012 ab und betrachtete das Bistum Shanghai als vakant.